# 스시 피자
스시 피자(영어: sushi pizza 수시 피차[*])는 토론토에서 시작된 캐나다 요리로, 스시와 피자의 퓨전 요리다. 광역 토론토 지역에서 찾아 볼 수 있으며, 1993년 5월에 일본 해산물 레스토랑인 나미(Nami)에서 셰프로 일한 오사다 카오루(Kaoru Ohsada)에 의해 처음으로 제시되었다. 볶음밥을 초밥 모양으로 만든 베이스 위에 얇게 썬 아보카도와 연어, 참치, 게살 등을 올리고, 마요네즈와 고추냉이를 섞은 가루를 뿌린 형태로 제공된다. 노리, 가리, 생선알이 부식으로 제공되기도 한다.
토론토에서는 여러가지 조합이 가능하다는 점과 많은 인기로 인해 토론토의 대표 요리 중 하나로 빠르게 자리 잡았다.

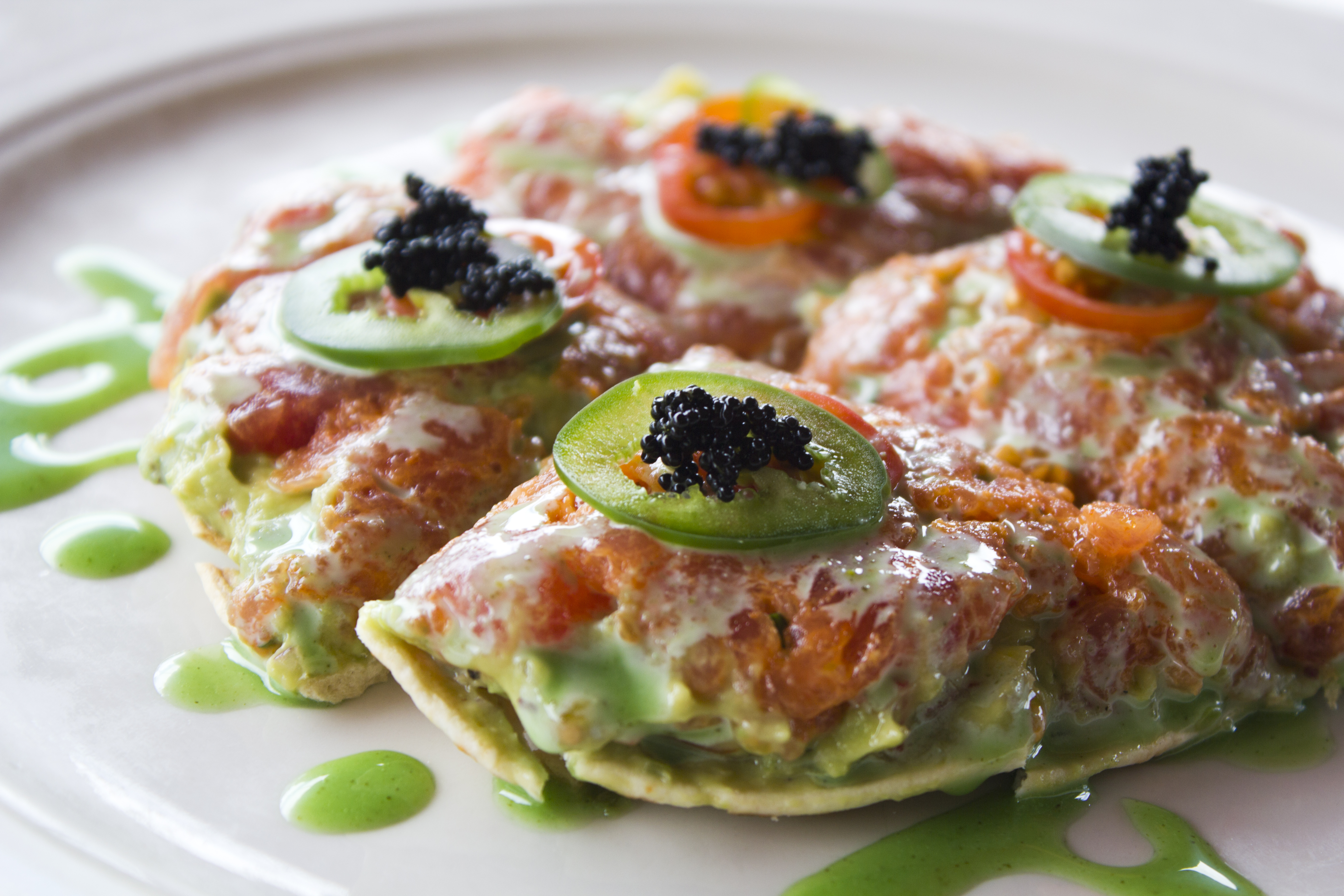
스시 피자
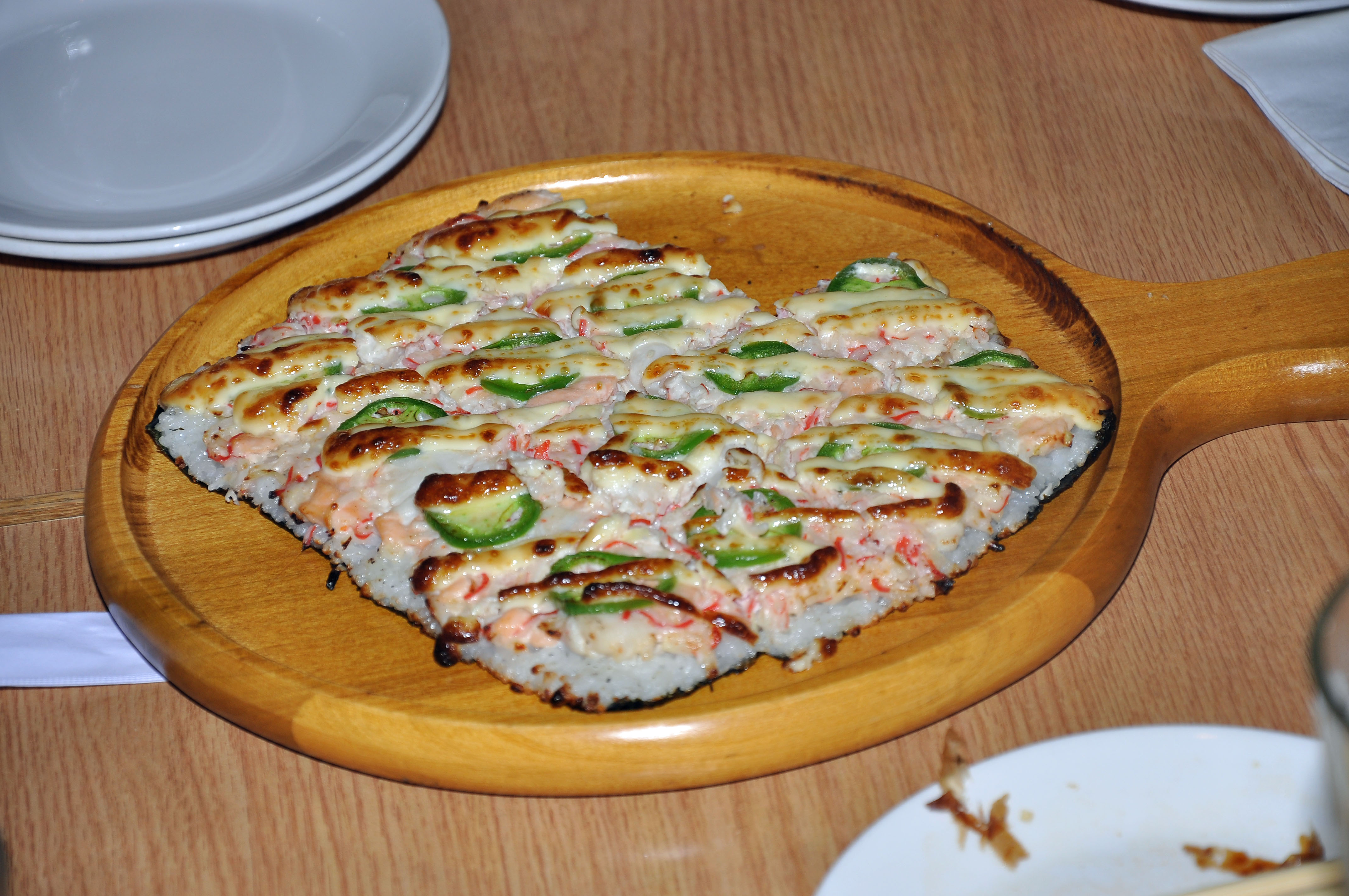
하와이에서 제공되는 스시 피자의 다른 형태

## 같이 보기
- 캐나다 요리
- 퓨전요리